# Erlach
Erlach (tiếng Pháp: Cerlier) là đô thị chính của huyện Erlach thuộc bang Bern ở Thụy Sĩ. Đô thị này có diện tích 3,5 km², dân số năm 2005 là 111 người.
Thành phố này nằm bên hồ Biel tại độ cao 433 m trên mực nước biển. Jolimont, với độ cao 603 m, là điểm cao nhất thành phố. Có thể đến đảo Sankt-Petersinsel, thực sự là một bán đảo từ đô thị này.
Cựu tổng thống Thụy Sĩ, Karl Scheurer, quê ở Erlach.